# Daniela Müller
Daniela Müller (ur. 3 kwietnia 1984) – austriacka narciarka alpejska, trzykrotna medalistka mistrzostw świata juniorów.

## Kariera
Pierwszy raz na arenie międzynarodowej Daniela Müller pojawiła się 11 marca 2000 roku w Wagrain, gdzie w zawodach FIS Race w gigancie nie ukończyła pierwszego przejazdu. W 2002 roku wystartowała na mistrzostwach świata juniorów w Tarvisio, zdobywając tam dwa medale. Najpierw zajęła drugie miejsce w supergigancie, w którym rozdzieliła na podium Niemkę Marię Riesch i Kelly Vanderbeek z Kanady. Parę dni później zdobyła też brązowy medal w kombinacji, ulegając tylko Julii Mancuso z USA i Tanyi Bühler ze Szwajcarii. Na tej samej imprezie była też między innymi czwarta w zjeździe, przegrywając walkę o podium ze swą rodaczką, Nicole Hosp o 0,53 sekundy. Podczas rozgrywanych dwa lata później mistrzostw świata juniorów w Mariborze wywalczyła brązowy medal w zjeździe. Uległa tam tylko Marii Riesch i Lindsey Kildow z USA.
W zawodach Pucharu Świata zadebiutowała 29 grudnia 2001 roku w Lienzu, gdzie nie zakwalifikowała się do drugiego przejazdu slalomu. Mimo kilkukrotnych startów nigdy nie zdobyła punktów w zawodach tego cyklu. Startowała częściej w Pucharze Europy, zajmując między innymi drugie miejsce w klasyfikacji zjazdu w sezonie 2004/2005 i trzecie w tej samej klasyfikacji w sezonie 2003/2004. Nigdy nie startowała na mistrzostwach świata ani igrzyskach olimpijskich. W 2002 roku zdobyła mistrzostwo Austrii w kombinacji. W 2007 roku zakończyła karierę.

## Osiągnięcia

### Mistrzostwa świata juniorów
| Miejsce | Dzień     | Rok  | Miejscowość | Konkurencja | Czas biegu  | Strata     | Zwyciężczyni      |
| ------- | --------- | ---- | ----------- | ----------- | ----------- | ---------- | ----------------- |
| 4.      | 27 lutego | 2002 | Tarvisio    | Zjazd       | 1:29,81 min | +1,28 s    | Julia Mancuso     |
| 2.      | 28 lutego | 2002 | Tarvisio    | Supergigant | 1:27,54 min | +1,01 s    | Maria Riesch      |
| 17.     | 1 marca   | 2002 | Tarvisio    | Slalom      | 1:36,54 min | +2,38 s    | Veronika Zuzulová |
| 29.     | 3 marca   | 2002 | Tarvisio    | Gigant      | 1:52,15 min | +4,44 s    | Julia Mancuso     |
| 3.      | 3 marca   | 2002 | Tarvisio    | Kombinacja  | 5,20 pkt    | +59,95 pkt | Julia Mancuso     |
| 3.      | 10 lutego | 2004 | Maribor     | Zjazd       | 1:12,23 min | +0,62 s    | Maria Riesch      |
| 7.      | 12 lutego | 2004 | Maribor     | Supergigant | 1:26,79 min | +0,81 s    | Nadia Fanchini    |

### Puchar Świata

#### Miejsca w klasyfikacji generalnej
- sezon 2001/2002: -
- sezon 2005/2006: -

#### Miejsca na podium
Müller nigdy nie stanęła na podium zawodów PŚ.